# Rhizobium leguminosarum
Rhizobium leguminosarum er en bakterieart, som lever i et symbiotisk samliv med bælgplanter - til begge parters fordel. Den har evne til at binde frit kvælstof fra atmosfæren. Der er blevet forsket grundigt i arten, og den har været genstand for flere end 1000 undersøgelser.

## Morfologi
Rhizobium leguminosarumer en Gram-negativ bakterieart. Den er stavformet og iltafhængig.

## Almindelige varianter
Rhizobium leguminosarum var. trifolii og Rhizobium leguminosarum var. viciae er de varianter, der er mest undersøgt. Visse undersøgelser behandler tilsyneladende Rhizobium leguminosarum var. trifolii som en selvstændig art (under navnet Rhizobium trifolii).

## Anvendelser
Rhizobium leguminosarum bliver bredt anvendt ved podninger af bælgplantefrø. Typen U204 af varianten trifolii bruges erhvervsmæssigt ved podning af specielt hvidkløver (Trifolium repens) og rødkløver (Trifolium pratense), men man er ved at fremavle bedre typer til dette formål.
Der har været forsket i den rolle, som Rhizobium leguminosarum muligvis kan komme til at spille som vækstfremmer ved dyrkning af raps og hovedsalat.